# Szozdy (wąskotorowy przystanek kolejowy)
Szozdy – dawny przystanek kolejki wąskotorowej w Szozdach, w gminie Tereszpol, w powiecie biłgorajskim, w województwie lubelskim.
Był to jeden z przystanków na trasie linii wąskotorowej, która w latach 1914–1915 i 1916–1971 łączyła Biłgoraj ze Zwierzyńcem.
W latach 70. XX w. wybudowano linie kolejowe nr 65 i 66. W następstwie tej inwestycji opisana tu kolej wąskotorowa została zlikwidowana, wąskotorowy przystanek Szozdy przestał istnieć, a jego funkcję przejął nowy przystanek kolei normalnotorowej.